# 佩尔菲特迪拉泽斯
佩尔菲特迪拉泽斯（法語：Peyrefitte-du-Razès，法語發音：[pɛʁfit dy ʁazɛs] ⓘ）是法国奥德省的一个市镇，属于利穆区。

## 地理
佩尔菲特迪拉泽斯（43°3'39"N, 2°1'23"E）面积6.72 平方千米，位于法国奧克西塔尼大區奥德省，该省份为法国南部沿海省份，北起塔恩省，西北接上加龙省，西接阿列日省，南至东比利牛斯省，东临地中海，东北与埃罗省接壤。
与佩尔菲特迪拉泽斯接壤的市镇（或旧市镇、城区）包括：科比耶尔、库尔托利、埃斯克扬斯和圣瑞斯特德贝朗加尔、蒙托、波米、瓦勒德朗布罗讷。
佩尔菲特迪拉泽斯的时区为UTC+01:00、UTC+02:00（夏令时）。

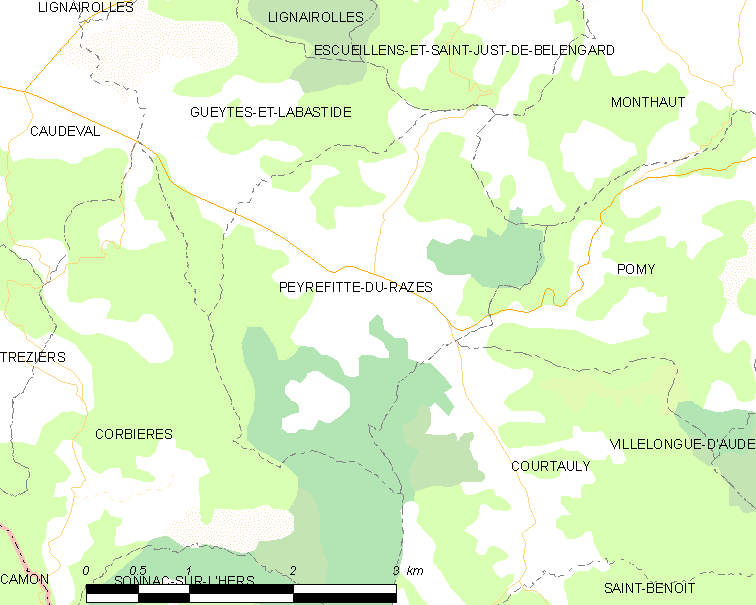
佩尔菲特迪拉泽斯的OSM定位图

## 行政
佩尔菲特迪拉泽斯的邮政编码为11230，INSEE市镇编码为11282。

## 政治
佩尔菲特迪拉泽斯所属的省级选区为上奥德河谷县。

## 人口

1962-2008年间佩尔菲特迪拉泽斯人口变化图示

佩尔菲特迪拉泽斯于2022年1月1日时的人口数量为54人。